# Saint-Cloud
Saint-Cloud  [sɛ̃ˈklu] je francouzské město v departmentu Hauts-de-Seine v regionu Île-de-France.

## Poloha
Saint-Cloud leží na levém břehu řeky Seiny. Ze severu hraničí s městem Suresnes. Východní hranici tvoří řeka Seina s Paříží (Boulogneský lesík) a Boulogne-Billancourt, na jihu sousedí s městy Sèvres a Ville-d'Avray, na jihozápadě s městem Marnes-la-Coquette a na západě s obcemi Garches a Rueil-Malmaison.

## Historie
Dějiny města sahají až do raného středověku, kdy zde mnich Chlodoald (Fluduald), vnuk franského krále Chlodvíka I. založil klášter.
V polovině 16. století zde byl postaven královský zámek. Stavba byla během prusko-francouzské války 19. září 1870 obsazena pruskými oddíly a 13. října ostřelována obránci Paříže z Mont Valérien, takže do základů vyhořela. V jedné ze zachovalých vedlejších budov zámku sídlila v letech 1882–1987 École normale supérieure. Dochoval se rovněž rozsáhlý zámecký park o rozloze 450 ha.
Dne 31. května 1868 se v Saint-Cloud konal první cyklistický závod ve Francii.

## Veřejná doprava
Saint-Cloud má s Paříží jednak železniční spojení prostřednictvím linek Transilien na nádraží Saint-Lazare a dále autobusovými linkami. S okolními obcemi zajišťuje spojení tramvajová linka T2, jejíž čtyři zastávky se nacházejí na hranicích města. V městě samotném nejsou žádné stanice metra. Nejbližší se nacházejí v sousedním městě Boulogne-Billancourt, kde jsou stanice Pont de Sèvres na lince 9 a Boulogne – Pont de Saint-Cloud na lince 10.

## Demografie
Počet obyvatel

## Fakultní nemocnice
- Hôpital René-Huguenin

## Osobnosti spojené se Saint-Cloud
Narození
- Filip II. Orleánský (1674–1723), princ a regent Ludvíka XV.
- Alžběta Charlotta Orleánská (1676–1744), princezna
- Ludvík Filip II. Orleánský (1747–1793), princ a politik, známý jako Filip Egalité
- Robert Hertz (1881–1915), antropolog
- Marie Bonapartová (1882–1962), psychoanalytička
- Nicole Courcel (* 1931), herečka
- Jean-Claude Killy (* 1943), lyžař
- Hervé Guibert (1955–1991), spisovatel a fotograf
- Mino Cinelu (* 1957), hudebník

Úmrtí
- Jindřich III. Francouzský (1551–1589), francouzský král
- Filip I. Orleánský (1640–1701), princ, syn Ludvíka XIII.
- Henrietta Anna Stuartovna (1644–1670), anglická princezna, první manželka Filipa I. Orleánského
- Alžběta Šarlota Falcká (1652–1722), falcká princezna, druhá manželka Filipa I. Orleánského
- Charles Gounod (1818–1893), skladatel
- Lino Ventura (1919–1987), herec
- Jocelyn Quivrin (1979–2009), herec

Vévodové ze Saint-Cloud
- Seznam vévodů ze Saint-Cloud

## Partnerská města
- Bad Godesberg, Německo
- Boadilla del Monte, Španělsko
- Frascati, Itálie
- Kortrijk, Belgie
- Maidenhead, Spojené království